# The Metal Opera Comes to Town Tour

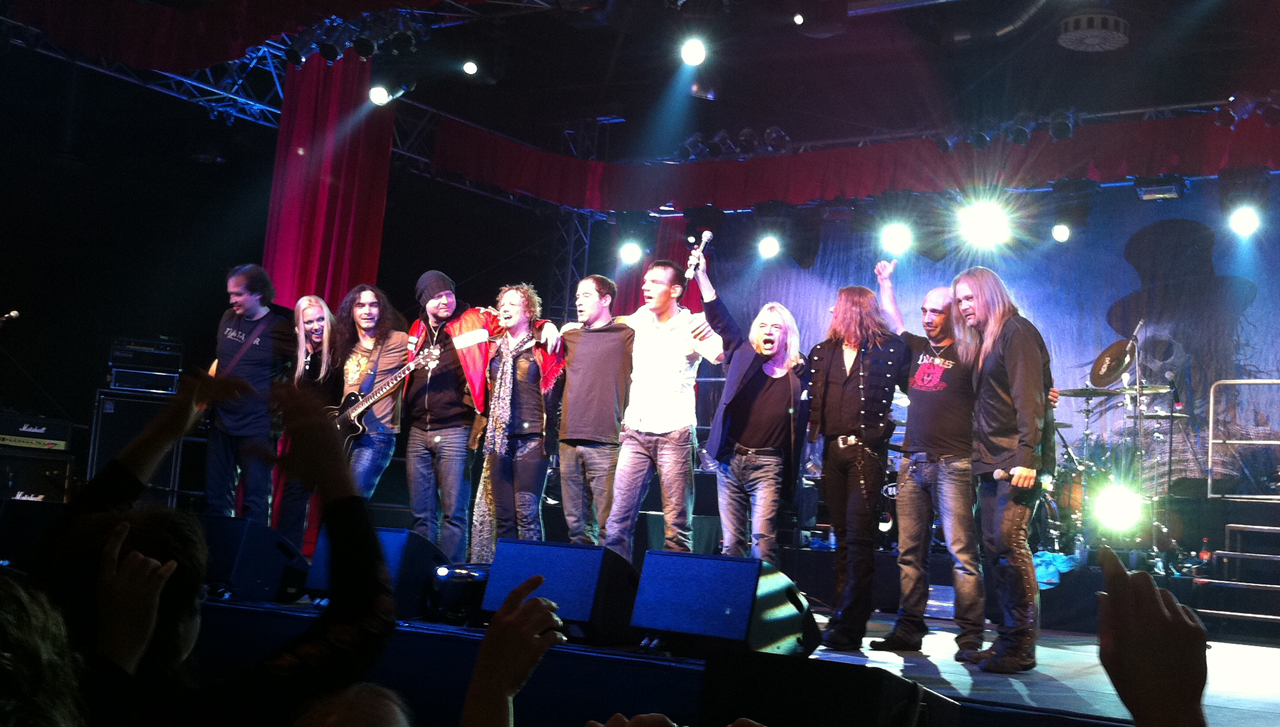
Avantasia live in Kaufbeuren 2010

The Metal Opera Comes To Town Tour war die zweite Welttournee der Metal-Oper Avantasia von Tobias Sammet. Sie startete am 30. November 2010 in der Schweiz und endete am 19. Dezember 2010 in Essen. Zum ersten Mal gab es bei dieser Tour mehrere Konzerte in den gleichen Ländern (Schweiz und Deutschland). Zusätzlich gab es am 6. August 2011 einen Auftritt beim Wacken Open Air, der offiziell auch noch zu dieser Tour gehörte. Es sollte die letzte Avantasia Tour aller Zeiten sein.

## Vorgeschichte
2009 kündigte Sammet zwei neue Avantasia-Alben an, die beide gleichzeitig erscheinen sollten. Es handelte sich hierbei um die Alben The Wicked Symphony und Angel Of Babylon, die beide dann 2010 erschienen und zusammen Platz 2 der deutschen Albencharts erreichten. Um diese Alben zusätzlich zu Promoten, ging Tobias Sammet mit Avantasia erstmals in Deutschland auf Hallentour und spielte zudem noch außerhalb von Deutschland diverse Gigs.
Besonderheiten gab es hierbei bei der Musikerauswahl: Michael Kiske, Ex-Sänger der Band Helloween begleitete Avantasia. Da Kai Hansen auch diesmal dabei war, standen diese zum ersten Mal seit Hansens Ausstieg bei Helloween 1988 gemeinsam auf der Bühne.
Der Auftritt 2011 vom Wacken Open Air wurde live im deutschen Fernsehen bei ZDFkultur übertragen. Tobias Sammet kündigte auf der Bühne an, das dies das letzte Konzert von Avantasia sei, was er jedoch bereits ein Jahr später widerrief.
Diese Tour war die bisher kürzeste Tour von Avantasia.

## Musiker etc.
Es waren an der Tour 11 Musiker beteiligt
Musiker waren:
- Tobias Sammet = Gesang
- Sascha Paeth = Gitarre
- Oliver Hartmann = Gitarre, Lead-Gesang, Background-Gesang
- Robert Hunecke-Rizzo = Bass, Background-Gesang
- Miro Rodenberg = Keyboards, Background-Gesang
- Felix Bohnke = Schlagzeug
- Amanda Somerville = Background-Gesang, Lead-Gesang

Gastmusiker waren:
- Jørn Lande – Gesang
- Bob Catley – Gesang
- Kai Hansen – Gesang
- Michael Kiske – Gesang

## Tourdaten
| Nr. | Datum        | Land        | Stadt        | Ort                   |
| 1   | 30. November | Schweiz     | Pratteln     | Z7                    |
| 2   | 1. Dezember  | Schweiz     | Pratteln     | Z7                    |
| 3   | 3. Dezember  | Deutschland | Lichtenfels  | Stadthalle            |
| 4   | 4. Dezember  | Deutschland | Kaufbeuren   | All-Karthalle         |
| 5   | 5. Dezember  | Schweden    | Stockholm    | Arenan                |
| 6   | 8. Dezember  | Japan       | Tokyo        | Shinagawa Stella Ball |
| 7   | 10. Dezember | Mexiko      | Mexiko-Stadt | Circo Volador         |
| 8   | 13. Dezember | Brasilien   | Sao Paulo    | CTN                   |
| 9   | 15. Dezember | Argentinien | Buenos Aires | El Teatro             |
| 10  | 18. Dezember | Deutschland | Fulda        | Esperantohalle        |
| 11  | 19. Dezember | Deutschland | Essen        | Grugahalle            |
| 12  | 6. August    | Deutschland | Wacken       | Wacken Open Air       |

## Setlists
Setlist:
1. Twisted Mind
2. The Scarecrow
3. Promised Land
4. Serpents in Paradise
5. The Story Ain't Over
6. Reach Out for the Light
7. The Tower
8. Death Is Just a Feeling
9. Lost in Space
10. In Quest For
11. Runaway Train
12. Dying for an Angel
13. Stargazers
14. Farewell
15. The Wicked Symphony
16. The Toy Master
17. Shelter From the Rain
18. Avantasia
19. Sign of the Cross / The Seven Angels

Die Setlist waren bei allen Konzerten gleich, außer beim Konzert in Wacken, da dort Serpents in Paradise, The Tower, In Quest For, Runaway Train, Stargazers und The Toy Master  aus zeitlichen Gründen nicht ins Programm passten.